# Trance X

## Il disco
Trance X è un remix album degli X Japan uscito il 4 dicembre 2002. I remix non sono stati fatti dai membri della band, ma da alcuni DJ.

## Tracce
1. Silent Jealousy (PHIL REYNOLDS and STEVE BLAKE REMIX) - 6:50 -  (YOSHIKI - YOSHIKI)
2. KURENAI (TAKA & MoZ MIX EDIT) - 5:28 -  (YOSHIKI - YOSHIKI)
3. SCARS (NEW IDOLS "SCARS TO ENLIGHTENMENT" MIX) - 7:08 -  (HIDE - HIDE)
4. Art of Life (STEPHANE. K REMIX) - 8:03 -  (YOSHIKI - YOSHIKI)
5. DAHLIA (UMEKS "RECYLED" REMIX) - 5:32 -  (YOSHIKI - YOSHIKI)
6. Rusty Nail (OLIVER HO REMIX) - 4:01 -  (YOSHIKI - YOSHIKI)
7. TEARS (VALENTINO KANZYANI'S BREAKBEAT MIX) - 5:15 -  (Hitomi Shiratori, YOSHIKI - YOSHIKI)
8. CRUCIFY MY LOVE (MR BISHI REMIX) - 5:37 -  (YOSHIKI - YOSHIKI)
9. Longing (JK THEORY "HARD TRANCE" REMIX) - 5:51 -  (YOSHIKI - YOSHIKI)
10. STANDING SEX (WM PTAMIGAN REMIX) - 5:58 -  (Miyukihime Igarashi - YOSHIKI)
11. ENDLESS RAIN (DJ TOKUNAGA REMIX) - 9:19 -  (YOSHIKI - YOSHIKI)